# Mauricio Rojas (fotbollsspelare)
Mauricio Rojas Toro, född den 30 mars 1978 i Quilpué i Chile, är en chilensk fotbollsspelare. Vid fotbollsturneringen under OS 2000 i Sydney deltog han det chilenska lag som tog brons. 